# 水甸附地菜
水甸附地菜（学名：Trigonotis myosotidea）为紫草科附地菜属的植物。分布于俄罗斯以及中国大陆的东北、河北等地，生长于海拔300米至900米的地区，多生长于沼泽草甸和沟边湿地，目前尚未由人工引种栽培。